# Stazione di Corpolò
La stazione di Corpolò era una fermata ferroviaria posta lungo la ferrovia Rimini-Novafeltria, chiusa nel 1960, a servizio della frazione Corpolò di Rimini.
L'edificio fu in seguito adibito ad uso civile.